# Mycobates monodactylus
Mycobates monodactylus är en kvalsterart som beskrevs av Shaldybina 1970. Mycobates monodactylus ingår i släktet Mycobates och familjen Punctoribatidae. Inga underarter finns listade i Catalogue of Life.